# Insuetophrynus acarpicus
La rana verde de Mehuín (Insuetophrynus acarpicus) es una especie de anfibio anuro perteneciente a la familia Rhinodermatidae, siendo el único representante de su género (género monotípico). Es endémico del sur de Chile, distribuyéndose entre la Región de La Araucanía y la Región de Los Ríos. 

## Características
Posee, como característica distintiva, un carpo no osificado y una cintura escapular firmisterniaademás de unos ojos prominentes. Tiene un largo de entre 4.5 y 5 cm (siendo su cabeza más ancha que larga), su piel es medianamente granulosa y presenta una coloración gris. 
Los machos presentan cornificaciones queratinizadas en los dedos y pectorales, además de espinas nupciales en el pulgar y base de las patas delanteras. Sus patas traseras presentan bandas atigradas y membranas interdigitales.

## Reproducción
Las posturas ocurren en zonas barrosas o bajo piedras cercana a ríos donde se pueden encontrar entre 30 a 60 huevos. El mayor registro larval es en el mes de enero y el desarrollo larval toma alrededor de 10 a 12 meses.
Es difícil determinar efectivamente el periodo reproductivo de I. acarpicus ya que las cornificaciones pectorales y en los pulgares que presentan los machos para el amplexo no desaparecen después del periodo reproductivo.

## Distribución
Insuetophrynus acarpicus se encuentra fragmentada en algunas localidades de la selva valdiviana de la cordillera de la Costa, siendo Mehuín la localidad tipo. El rango altitudinal es de 50–486 m s. n. m.. Además de Mehuín, esta especie se encuentra en las localidades de Queule, Chanchan, Colegual Alto, Los Pellines, Llancahue, el río Chaihuín y el parque nacional Alerce Costero.

## Hábitat
Habita en ríos con pendiente fuerte, fondos arenosos, pedregosos y con aguas limpias, además vive en bosques de especies arbóreas de Nothofagus, helechos como Blechnum chilense e Hymenophyllum dentatum, musgos y hepáticas.

## Estado de conservación
La especie está catalogada como en peligro de extinción, siendo las principales causas de su declive la pérdida de hábitat y cambio de uso de suelo, en especial como consecuencia de plantaciones monoforestales de pinos, esto sumado a su restringida distribución y capacidad limitada de dispersión, lo que incurre a la endogamia y afectando su diversidad genética.
Según el Edge of Existence, es una de las 25 especies más amenazadas del mundo.De hecho, un estudio científico de 2023 predijo que, de continuar la actual tendencia climática, el sapo de Mehuín se extinga para el 2070.